# Vierge à l'Enfant (Cima da Conegliano, Florence)
La Vierge à l'Enfant est une huile sur panneau de Cima da Conegliano, créée vers 1504, conservée à la Galerie des Offices à Florence. Il existe une copie ancienne attribuée à Antonio Maria da Carpi, aujourd'hui conservée aux Musées civiques de Padoue.
Sur un fond à moitié composé d'un rideau vert et à moitié ouvert sur un paysage vallonné, où l'on aperçoit des montagnes et un château fort, se détachent au premier plan la Vierge et l'Enfant Jésus tenu sur ses genoux, serrant le pouce gauche de sa mère.

## Attribution
Son attribution a été critiquée dans le passé, bien que Bernard Berenson adopte une position intermédiaire en affirmant qu'il s'agit d'une œuvre de jeunesse de l'artiste et Heinemann soutient que les personnages mais pas le paysage sont autographes. Des restaurations en 1984 et 2010 ont conduit à son attribution définitive à Cima de Conegliano.